# František Apetauer
František Apetauer (* 28. ledna 1943, Třebíč) je v současné době pastor sboru Apoštolské církve v Jihlavě. Původním povoláním je grafik, vystudoval brněnské UMPRUM. Pracoval v Brněnských papírnách. Patří k výrazným osobnostem letničního hnutí v totalitním Československu a Česku druhé poloviny 20. století. Byl dlouholetým pastorem sboru Apoštolské církve v Brně, jehož vedení předal svému nástupci k začátku roku 2015. Blízký spolupracovník prvního předsedy a později biskupa Apoštolské církve Rudolfa Bubika.
Je dvakrát ženatý, má čtyři děti.

## Služba v církvi
V současné době je pastorem jihlavského sboru Apoštolské církve. Je členem rady Apoštolské církve.

## Publikace
- Výtvarní umělci Jihomoravského kraje. Brno 1985 (Katalog výstavy)

| Pastor Apoštolská církev Brno | Pastor Apoštolská církev Brno   | Pastor Apoštolská církev Brno |
| ----------------------------- | ------------------------------- | ----------------------------- |
| Předchůdce: Pavel Marván      | 1992 do 2014 František Apetauer | Nástupce: Pavel Harabus       |